# Parietaria debilis
Espèce
Classification APG III (2009)
Synonymes
- Freirea alsinaefolia Schimp.[1]
- Freirea debilis (G.Forst.) Jarm.[1]
- Helxine bocconei Bubani[2]
- Parietaria gracilis Lowe[1]
- Parietaria lusitanica subsp. lusitanica L., 1753[2]
- Parietaria micrantha Ledeb.[2]
- Urtica debilis (G.Forst.) Endl.[1]
- Urtica parietariifolia Bertero[1]

Parietaria debilis est une espèce de plante de la famille des Urticaceae et du genre Parietaria.

## Description
Parietaria debilis est une plante herbacée annuelle, avec de nombreuses branches couvertes de poils rugueux (trichomes). Elle a des tiges rouges et atteint une hauteur de 1 à 4 cm, exceptionnellement jusqu'à 7. Les feuilles sont verdâtres clair et mesurent de 1 à 3 cm sur 5 à 20 mm, alternes, pétiolées, ovales, avec des poils sur les deux faces. Les fleurs sont verdâtres ou blanchâtres et poussent à l'aisselle des feuilles sans pédoncules et regroupées par cinq formant des glomérules. Le fruit est un akène noir et brillant.

## Répartition
Parietaria debilis est présente partout dans le monde. 
Elle est une plante très commune qui pousse même sur les murs des bâtiments abandonnés, des vieux murs et des ruines.

## Parasitologie
La fleur a pour parasites Hyalochilus ovatulus (ceb), Vanessa atalanta, Apterygothrips longiceps et Cosmopterix turbidella.

## Propriétés
Parietaria debilis contient des principes amers, des tanins, des flavonoïdes, de l'oxalate de calcium et des mucilages. Elle a un effet diurétique modéré et est recommandée en cas de calculs rénaux et de difficultés à miction. Elle est purifiante et s'applique en externe sous forme de cataplasme en cas d'hémorroïdes et de douleurs de goutte.